# Anjou Klemencia francia királyné
Magyarországi Klemencia (Nápoly, 1293 – Párizs, 1328. október 12.) Franciaország és Navarra királynéja, X. (Civakodó) Lajos második felesége, Anjou Martell Károly magyar trónkövetelő és Habsburg Klemencia calabriai hercegné leánya, ezáltal Károly Róbert testvére és I. Rudolf német király unokája volt.

## Élete
Hogy X. Lajos felesége lett, az nagyrészt annak köszönhető, hogy nagynénje, Anjou Margit, a francia király befolyásos nagybátyjának, Valois Károlynak első felesége volt. Lajos első felesége, Burgundi Margit már 1314-től egy normandiai várkastélyban raboskodott házasságtörésért, és bár még a válást nem mondták ki, a király már új feleséget keresett. Így eshetett meg, hogy Margitot 1315. augusztus 15-én holtan találták a Château-Gaillard-ban, augusztus 19-én pedig már sor is került az új esküvőre. Az ifjú párt együtt koronázták meg augusztus 24-én Reims városában.

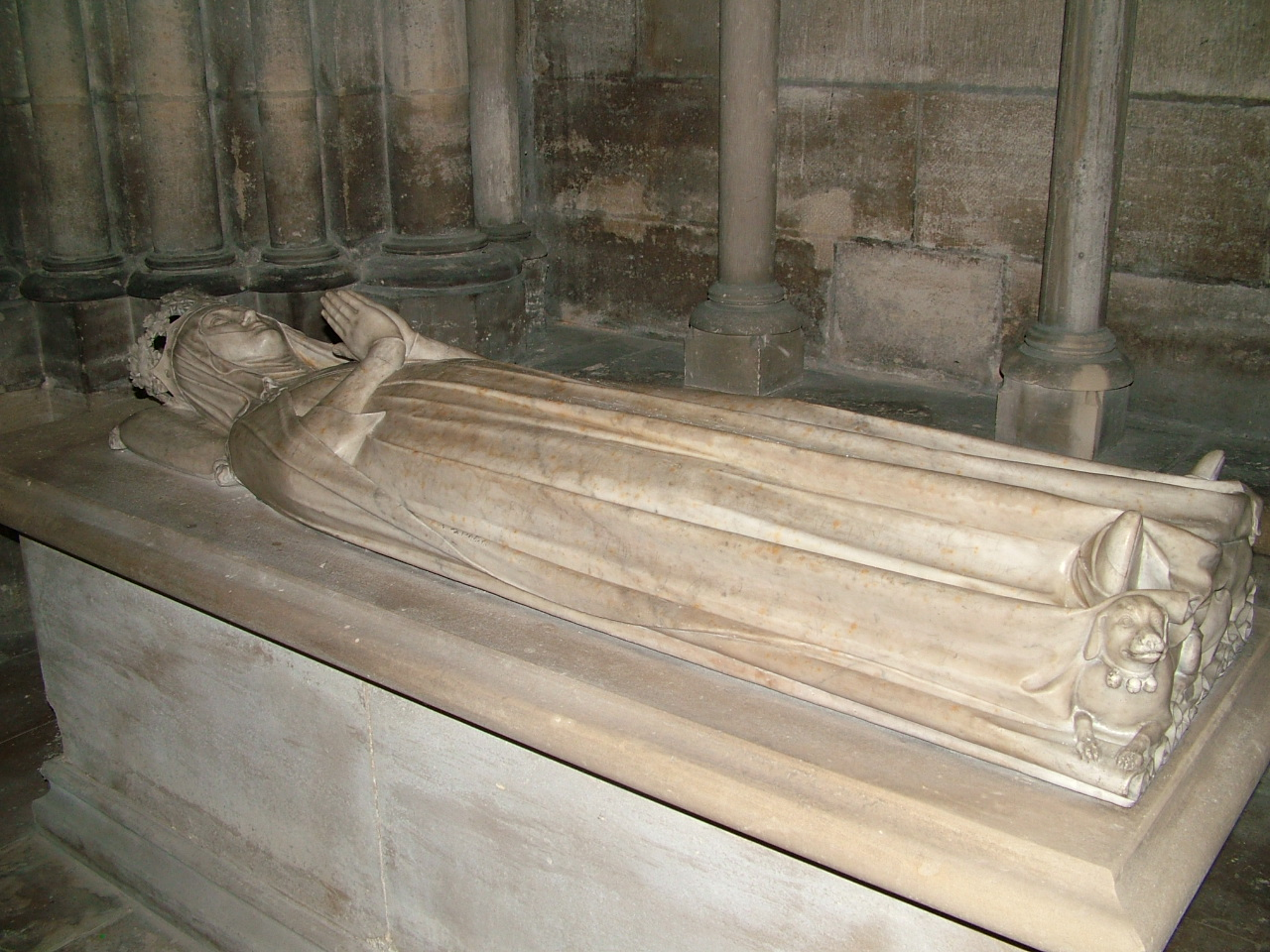
Magyarországi Klemencia síremléke a Saint-Denis-székesegyházban

Klemencia nem sokáig élvezhette a királynéi lét örömeit. 1316 elején teherbe esett, férje azonban júniusban elhunyt. Az udvarban kemény csatározás alakult ki a régensi hatalom körül, és nagy várakozással tekintettek az utószülött gyermek jövetelére, hiszen neme alapvetően befolyásolhatta az öröklési rendet. November 15-én aztán világra jött a kis János, ám a csecsemő november 19-én, keresztelőjének napján meghalt.
Az összetört Klemencia elhagyta az udvart. Avignonba költözött, majd az Aix-en-Provence-i domonkosoknál telepedett le, végül visszatért Párizsba. 1328. október 12-én, 35 évesen halt meg. Október 15-én került sor temetésére a nagy francia forradalom alatt elhíresült jakobinus kolostorban. XVIII. Lajos francia király uralkodása idején földi maradványait átvitték a Saint-Denis-székesegyházba. Síremléke egy oldalkápolnában látható.

## Származása
| Magyarországi Klemencia (Nápoly, 1293 körül – Párizs, 1328. október 12.) francia királyné | Apja: Martell Károly (Nápoly, 1271. szeptember 8.– Nápoly, 1295. augusztus 19.) magyar trónkövetelő | Apai nagyapja: II. (Sánta) Károly (1254 körül – Nápoly, 1309. május 5.) nápolyi és szicíliai király   | Apai nagyapai dédapja: I. Károly (1227. március 21.–1285. január 7.) nápolyi és szicíliai király |
| Magyarországi Klemencia (Nápoly, 1293 körül – Párizs, 1328. október 12.) francia királyné | Apja: Martell Károly (Nápoly, 1271. szeptember 8.– Nápoly, 1295. augusztus 19.) magyar trónkövetelő | Apai nagyapja: II. (Sánta) Károly (1254 körül – Nápoly, 1309. május 5.) nápolyi és szicíliai király   | Apai nagyapai dédanyja: I. Beatrix (1229 körül –1267. szeptember 23.) provence-i uralkodó grófnő |
| Magyarországi Klemencia (Nápoly, 1293 körül – Párizs, 1328. október 12.) francia királyné | Apja: Martell Károly (Nápoly, 1271. szeptember 8.– Nápoly, 1295. augusztus 19.) magyar trónkövetelő | Apai nagyanyja: Magyarországi Mária (1257 körül – Nápoly, 1323. március 25.)                          | Apai nagyanyai dédapja: V. István (1239 körül –1272. augusztus 6.) magyar király                 |
| Magyarországi Klemencia (Nápoly, 1293 körül – Párizs, 1328. október 12.) francia királyné | Apja: Martell Károly (Nápoly, 1271. szeptember 8.– Nápoly, 1295. augusztus 19.) magyar trónkövetelő | Apai nagyanyja: Magyarországi Mária (1257 körül – Nápoly, 1323. március 25.)                          | Apai nagyanyai dédanyja: Kun Erzsébet (1240 körül –1290 körül)                                   |
| Magyarországi Klemencia (Nápoly, 1293 körül – Párizs, 1328. október 12.) francia királyné | Anyja: Habsburg Klemencia (Bécs, 1262. január 22.– 1293. február 7.)                                | Anyai nagyapja: I. (Habsburg) Rudolf (Sasbach, 1218. május 1.– Speyer, 1291. július 15.) német király | Anyai nagyapai dédapja: Bölcs Albert (1188 körül –1339. december 12.)                            |
| Magyarországi Klemencia (Nápoly, 1293 körül – Párizs, 1328. október 12.) francia királyné | Anyja: Habsburg Klemencia (Bécs, 1262. január 22.– 1293. február 7.)                                | Anyai nagyapja: I. (Habsburg) Rudolf (Sasbach, 1218. május 1.– Speyer, 1291. július 15.) német király | Anyai nagyapai dédanyja: Heilwig von Kyburg (? –1263 körül)                                      |
| Magyarországi Klemencia (Nápoly, 1293 körül – Párizs, 1328. október 12.) francia királyné | Anyja: Habsburg Klemencia (Bécs, 1262. január 22.– 1293. február 7.)                                | Anyai nagyanyja: Gertrud von Hohenberg (Deilingen, 1225 körül – Bécs, 1281. február 16.)              | Anyai nagyanyai dédapja: Burkhard von Hohenberg (? –1253. július 14.)                            |
| Magyarországi Klemencia (Nápoly, 1293 körül – Párizs, 1328. október 12.) francia királyné | Anyja: Habsburg Klemencia (Bécs, 1262. január 22.– 1293. február 7.)                                | Anyai nagyanyja: Gertrud von Hohenberg (Deilingen, 1225 körül – Bécs, 1281. február 16.)              | Anyai nagyanyai dédanyja: Mechthild von Tübingen                                                 |